# Nuku (Tongatapu)
Nuku (auch: Nugu) ist eine kleine Insel im Norden von Tongatapu im Pazifik. Sie gehört politisch zum Königreich Tonga.

## Geografie
Das Motu liegt nördlich von Tongatapu. Die nächstgelegenen Inseln sind Fukave und ʻAta.

## Klima
Das Klima ist tropisch heiß, wird jedoch von ständig wehenden Winden gemäßigt. Ebenso wie die anderen Inseln der Tongatapu-Gruppe wird Nuku gelegentlich von Zyklonen heimgesucht.